# Murina guilleni
Murina guilleni és una espècie de ratpenat de la família dels vespertiliònids. Viu a Tailàndia i l'arxipèlag indi de Nicobar. S'alimenta d'insectes. És un ratpenat de petites dimensions, amb una llargada de cap a gropa de 42–51,6 mm, els avantbraços de 31,9–35,9 mm, la cua de 28,1–42 mm, els peus de 7,7–9,4 mm, les orelles d'11,4–15,2 mm i un pes de fins a 8 g. Com que fou descoberta fa poc, l'estat de conservació d'aquesta espècie encara no ha estat avaluat formalment.